# 伊藤洋平 (実業家)
伊藤 洋平（いとう ようへい、1970年 - ）は、日本の実業家、秋田清酒株式会社代表取締役社長。

## 人物
1970年、秋田県大仙市生まれ。1993年、立教大学法学部を卒業。1995年、東京農業大学短期大学部醸造学科卒業。同年、家業である秋田清酒株式会社に入社。
伊藤は、1990年代に佐賀県で七田を醸す天山酒造の蔵元との出会いにより、酒造りに対する影響を大きく受けたと語っている。
2011年、代表取締役就任。
伊藤が実家に戻ってきた当時は、日本酒を飲む人が少なくなり、清酒業界は低迷期を迎えていたが、販売開拓をしていった結果、成果が花開き、国外のマーケットとの取引も好調となり、アメリカ、アジア、ヨーロッパへ輸出するなど海外展開も行っている。
秋田清酒は、雪解け水を使い、なめらかな味わいが特徴の酒を造る「出羽鶴酒造」と、伝統的な山廃仕込みで乳酸菌を活発にさせ力強さの味が特徴の「刈穂酒造」の2つの酒蔵が醸す日本酒の瓶詰と販売を担当する会社である。2社それぞれが独自の酒造りを追求し、販売管理を秋田清酒が行う、分業体制となっている。
出羽鶴酒造、刈穂酒造とともに、経営者として、秋田で栽培した酒米にこだわった純米酒の醸造に力を入れるとともに、生産量を増やしつつも美味しくなる純米酒を理想と考え、優良な酒米の栽培拡大と醸造技術の向上に精進する。